# Samuel Scheidt
Samuel Scheidt, baptisé le 4 novembre 1587 et mort le 24 mars 1654 à Halle, est un musicien, organiste et maître de chapelle allemand. Élève de Jan Pieterszoon Sweelinck, il est l'une des principales figures de l'école d'orgue d'Allemagne centrale au cours de la première moitié du XVIIe siècle.

## Biographie
Samuel Scheidt est le fils d’un délégué municipal pour la bière et le vin ; ses deux frères cadets, dont Gottfried Scheidt (en), sont aussi musiciens. Il étudie d'abord à Halle, où il est organiste à l'église Saint-Maurice (de) de 1603 à 1604. Il part ensuite à Amsterdam, où il est l'élève de Jan Pieterszoon Sweelinck de 1607 à 1608. En 1609, il est nommé organiste de la Cour du légat de Magdeburg à Halle ; il joue à l'église (chapelle Sainte-Madeleine au château de Moritzburg) et compose pour la Cour.
En 1614, Scheidt rencontre Michael Praetorius qui devient à partir de 1615 maître de chapelle de la Cour ; Scheidt le remplace à ce poste lorsqu'il n'est pas à Halle. En 1618, il se rend à Magdebourg pour organiser la musique à la cathédrale avec Heinrich Schütz et Michael Praetorius ; il expertise un orgue à Bayreuth avec Johann Staden.
Il est nommé maître de chapelle de la Cour du Margrave de Brandebourg en 1619. Il publie au début des années 1620 de nombreux recueils de pièces, notamment les Sacræ Cantiones (motets, 1620), les Ludi musici (musique de chambre instrumentale, quatre volumes publiés de 1621 à 1627), et surtout sa Tabulatura nova I-III, des œuvres pour clavier publiées en tablature (variations sur des chorals et des danses). La Cour est dissoute l'année suivante en raison de la guerre de Trente Ans) ; il enseigne, exécute des commandes de l’étranger, et continue de publier (notamment les quatre volumes du Geistliche Concerte de 1631 à 1640). En 1627, il épouse Helena Magdalena Keller, avec laquelle il a sept enfants, dont quatre meurent en 1636 d'une épidémie de peste.
Il est nommé Director musices de l'église du marché (de) de Halle en 1628, mais perd son poste deux ans plus tard à la suite d'une querelle avec l'organiste et le recteur du lycée, Christian Gueintz (de). Il retourne à la cour de Halle en 1638. Son Görlitzer Tabulatur-Buch comprenant cent chorals paraît en 1650.

## Style
Samuel Scheidt est surtout connu comme un maître de l'orgue en Allemagne : il s'illustre en particulier dans le choral pour orgue (choral varié ou fantaisie-choral). Il exerce une grande influence qui se transmet jusqu'à Bach. Scheidt se considère comme le dépositaire de la méthode et des anciennes règles de composition. Il assimile cependant les acquis techniques de la musique de son temps, l'écriture instrumentale élaborée par Sweelinck. L'influence italienne se traduit par un jeu concertant, une union ou un contraste des voix avec parties instrumentales obligées, certaines formes du chant orné et l'expression imagée des mots. On observe toujours dans son œuvre une conduite des voix très travaillée, parfois maniérée. Il œuvre tout particulièrement au développement de l'écriture du choral pour orgue.

## Postérité
L'influence de Scheidt est perceptible dans l'ensemble de la musique d'orgue allemande au XVIIe siècle et pendant la première moitié du XVIIIe siècle. Il tombe dans l'oubli au XIXe siècle ; François-Joseph Fétis écrit à son sujet dans sa Biographie universelle des musiciens : « Samuel Scheidt, [...] grand organiste [...], et génie d'invention, est à peine connu, si ce n'est de quelques érudits, parce que ses pièces, bien que remarquables par leur mérite, sont toutes écrites dans la tonalité ancienne. » Redécouvert au cours de la deuxième moitié du XXe siècle, Scheidt fait aujourd'hui l'objet de nombreux concerts et enregistrements.

## Œuvres
Le catalogue de Samuel Scheidt est précédé SSWV.
- Cantiones sacræ (chants sacrés), motets polychoraux (à plusieurs chœurs) (Hambourg, 1620) ;
- Ludi musici (jeux musicaux) (1621-1627)
- Tabulatura Nova (3 volumes), œuvres pour clavier publiée en tablature (disposées sur quatre portées séparées en notation mensurale au lieu de la tablature traditionnelle alphabétique allemande), variations sur des chorals et des danses (Hambourg, Michael Hering, 1624)
- Geistliche Konzerte (concerts spirituels) (Halle, 1631-1640)
- 70 sinfonias instrumentales (1644)
- 100 chorals pour orgue (Tabulatur-Buch) (1650)

## Discographie
- Sacrae Cantiones - Vox Luminis, dir. Lionel Meunier (2010, Ricercar)
- Ludi Musici - L’Achéron, dir. François Joubert-Caillet (2015, Ricercar)
- Œuvres pour orgue (11 volumes de 2008 à 2016, Fagott Records) (OCLC 316236199)

## Hommages
Est nommé en son honneur (79087) Scheidt, un astéroïde de la ceinture principale découvert en 1977.

## Sources
- Lemaître, Edmond (dir.), Guide de la musique sacrée et chorale profane, L'âge baroque 1600-1750, Paris, Fayard, 1992, p. 678.
- Julie Anne Sadie (dir.), Guide de la musique baroque, Paris, Fayard, 1995, p. 279.

### Articles contextuels
- Écoles allemandes d'orgue